# Idealisme transcendental
L'idealisme transcendental és una concepció epistemològica i metafísica proposada pel filòsof prussià Immanuel Kant al segle xviii. Breument exposat, l'idealisme transcendental estableix que tot coneixement exigeix l'existència de dos elements: el primer, extern al subjecte (el donat, o principi material), és a dir, un objecte de coneixement. El segon, propi del subjecte (el posat, o principi formal), que no és més que el subjecte mateix que coneix. Pel que fa al segon, Kant afirma que les condicions de tot coneixement no són posades per l'objecte conegut, sinó pel subjecte que coneix. El subjecte que coneix introdueix certes formes que, no preexistint a la realitat, són imprescindibles per a comprendre-la. Per això sosté Kant en la Crítica de la raó pura: «Els pensaments sense continguts són buits, les intuïcions sense conceptes són cegues». En altres paraules, sense sensibilitat res ens seria donat i sense enteniment, res seria pensat.

## Nivells de coneixement
Per a Kant el coneixement es compon de tres nivells diferents i successius. El primer és la sensibilitat, que s'encarrega d'ordenar en l'espai i en el temps (espai i temps que no preexisteixen en la realitat, sinó que s'allotgen a la nostra sensibilitat com a formes de conèixer) les impressions que té cada subjecte. En segon lloc trobem l'enteniment, la funció del qual és organitzar aquestes impressions a partir de certes categories (que tampoc preexisteixen al món, sinó que constitueixen formes a partir de les quals interpretem el món) que ens permeten constituir judicis. Finalment, en el nivell de raó, el subjecte agafa aquests judicis i tracta de relacionar-los amb la realitat per buscar principis més generals (condicions incondicionades). Aquesta tendència a buscar principis generals del coneixement està marcada per les formes a priori (a priori significa «sense intervenció de l'experiència») de la raó, i pressuposar la seva existència més enllà de l'experiència i amb independència d'aquesta és el que s'anomena idealisme transcendental.

## Precedents
L'elecció d'aquestes tres idees no és casual: Déu, ànima i món es corresponen, ni més ni menys, amb les tres substàncies cartesianes: res cogitans («penso, per tant existeixo», la pròpia consciència, la substància pensant), res infinita (Déu) i res extensa (Món, o realitat externa, la substància extensa, el material). Les mateixes que seran després investigades per John Locke i David Hume.

## Conseqüències
El canvi en la comprensió del coneixement plantejat per Kant va suposar una autèntica revolució, que ell mateix va qualificar com a revolució copernicana de la filosofia moderna. Si fins llavors el problema del coneixement feia girar al subjecte entorn de l'objecte, la proposta kantiana inverteix aquesta relació i fa que sigui l'objecte el que hagi de adequar-se a les condicions del subjecte. Tanmateix, això no vol dir que Kant proposi un subjectivisme extrem, o una forma de convencionalisme epistemològic o moral: per a Kant les formes de copsar la realitat són universals, idèntiques en tots els éssers humans, en sintonia amb els ideals de la Il·lustració, moviment del qual és el màxim representant a Alemanya.